# Яхненко Степан Михайлович
Яхненко Степан Михайлович (*д/н —†1842) — промисловець — цукрозаводчик, підприємець Російської імперії українського походження.

## Життєпис
Народився у м.Сміла (сучасна Черкаська область). Син кріпака Михайла Яхненка, котрий спромігся викупити себе і свою сім'ю на волю. Разом із братами Терентієм та Кіндратом успішно вів торгівлю борошном, орендуючи млини в Умані та Смілі.
Коли до них приєднався Федір Симиренко, їхня комерційна діяльність посилилася і в 1820-х роках вони створюють комерційну фірму — Торговий дім «Брати Яхненки і Симиренко», де знайшли вдале застосування комерційний талант братів Яхненків та підприємницькі й організаторські здібності Ф.Симиренка. Вже до 1830 року фірма нараховувала безліч магазинів й складів по усій Україні. Тільки в Одесі було відкрито 6 магазинів славетного Торгового дому.
Авторитет фірми зростав із року в рік. Колишнім кріпакам, а згодом — купцям першої гільдії Терентію, Кіндрату й Степану Яхненкам і Федору Симиренку, котрі завдячуючи власним здібностям і підприємницькому хисту стали одними з найбагатших людей півдня України у складі тодішньої Російської імперії, в 1832 р. імператорським указом було присвоєно звання потомствених купців 1-ї гільдії, а згодом — і почесних громадян м. Одеси. Крім того, за сприяння розквіту Одеси й активну участь у її самоуправлінні упродовж багатьох років поспіль їх обирали членами міської Думи та міськими головами.
У роки аграрної кризи наприкінці 1830-х — напочатку 1840-х років фірма ТД «Брати Яхненки і Симиренко» почала торгувати цукром. Капітал фірми швидко досяг мільйона рублів, і Платон (старший син Анастасії і Федора Симиренків), що допомагав у справах фірми, переконав батька і дядьків будувати власний цукровий завод, котрий і був побудований у 1839 році у Ташлику (Черкащина). У 1845 році орендуються і запускаються цукроварні у селах Олександрівка і Орловка, будується завод у селі Руська Поляна. Новий завод поблизу Млієва було зведено за останнім словом техніки. У його будівництві і роботі брали участь французькі фахівці (яким, щоправда, довелося платити в 2-3 рази дорожче, ніж іншим робітникам), машини були закуплені за кордоном. За технічними параметрами Мліївського заводу не було рівних не тільки в Російській імперії, але й у всій Європі. Це підприємство довгий час було зразком для всіх конкурентів. Постійна залежність від закордонної техніки спонукала підприємців до будівництва власного машинобудівного заводу. Підштовхнула їх до цього аварія великого колеса пресової машини, відремонтувати яке можна було лише за кордоном.
Підприємства фірми «Рафінадний цукор брати Яхненки і Симиренко» з початку 1840-х років диктують правила розвитку найдохіднішої на той час галузі не тільки в Україні, але й в усій Росії. Ташлицька цукроварня — перший у Російській імперії паровий рафінадний завод — стає «законодавцем мод» у цукровій промисловості: інші цукразаводчики також мусили перебудовувати свої підприємства на парові. В цей час початку розквіту фірми помирає Степан Яхненко у 1842 році.